# Patricia Clark Kenschaft
Patricia Clark Kenschaft, née le 25 mars 1940 et morte le 20 novembre 2022, est une mathématicienne et universitaire américaine. professeure émérite de mathématiques à l'université d'État de Montclair. Elle a fondé PRIMES, un projet pour l'enseignement des mathématiques à l'école primaire, et est connue pour son engagement en faveur de l'équité et la diversité en mathématiques.  

## Biographie
Kenschaft est diplômée en mathématique du Swarthmore College en 1961, puis elle obtient une maîtrise de l'université de Pennsylvanie en 1963. Elle complète ses études avec un doctorat en 1973, tout en travaillant dans une école maternelle qu'elle a fondée à Concord. Sa thèse, en analyse fonctionnelle, intitulée Homogeneous {\displaystyle C^{*}}-Algebras over {\displaystyle S^{n}}, est dirigée par Edward Effros.  
Après avoir travaillé dans des postes auxiliaires au St. Elizabeth's College et au Bloomfield College (en), elle rejoint la faculté d'État de Montclair en 1973 et elle est promue professeure titulaire en 1988,. 

## Activités institutionnelles
Kenschaft est présidente fondatrice de la New Jersey Association for Women in Mathematics en 1981 et du New Jersey Faculty Forum en 1988. Elle préside le comité sur la participation des femmes de la Mathematical Association of America (MAA) de 1987 à 1993, le Comité des mathématiques et de l'environnement de la MAA de 2000 à 2004 et le groupe de travail sur l'intégration de l'équité et de la diversité du National Council of Teachers of Mathematics (en) en 2003.  

## Publications
- Calculus: A Practical Approach (avec Kenneth Kalmanson, Worth, 1975)[5]
- Childbirth, Cooperative Style: Family Experience with Prepared Childbirth and Prenatal Classes (Exposition Press, 1977)
- Linear Mathematics: A Practical Approach (Worth, 1978)[6]
- Mathematics: A Practical Approach (avec Kenneth Kalmanson, Worth, 1978)
- Math Power: How to Help Your Child Love Math Even If You Don’t (Addison-Wesley, 1997; Dover, 2014)[7]
- Mathematics for Human Survival (Whitter, 2002)[8]
- Change is Possible: Stories of Women and Minorities in Mathematics (American Mathematical Society, 2005)[9]
- (en-US) Patricia C. Kenschaft, « Black Women in Mathematics in the United States », The American Mathematical Monthly, vol. 88, no 8,‎ octobre 1981, p. 592-604 (lire en ligne)
- Winning Women into Mathematics (Mathematical Association of America, 1991)[10]
- Environmental Mathematics in the Classroom (avec Ben Fusaro, Mathematical Association of America, 2003)[11]

## Prix et distinctions
Kenschaft est la lauréate 2006 du prix Louise Hay décerné par l'Association for Women in Mathematics « en reconnaissance de sa longue carrière de service dévoué aux mathématiques et à l'enseignement des mathématiques » l'éducation dans les domaines de l'éducation de la maternelle à la 12e année, l'environnement, l'action positive et l'équité, et la sensibilisation du public à l'importance des mathématiques dans la société ».  
Elle est conférencière Falconer 2013, distinction conjointe de l'Association for Women in Mathematics et de l'Mathematical Association of America, s'exprimant sur « Improving Equity and Education: Why and How » (« Améliorer l'équité et l'éducation: pourquoi et comment »).